# Stazione di Alghero (1889)
La stazione di Alghero era una stazione ferroviaria situata nell'area del porto di Alghero, originario capolinea della ferrovia per Sassari.

## Storia

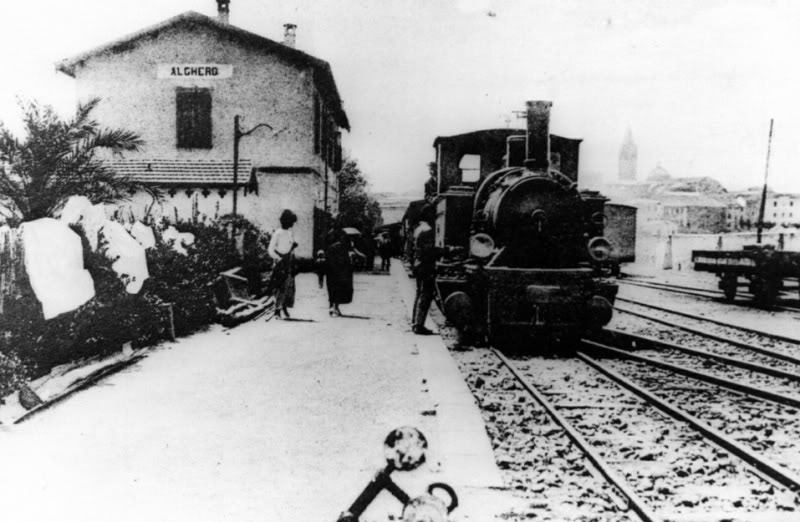
La stazione negli anni venti del Novecento

La stazione fu costruita a fine Ottocento in contemporanea alla linea ferroviaria a scartamento ridotto tra Sassari e Alghero ad opera della Strade Ferrate Secondarie della Sardegna, venendo attivata con essa il 1º aprile 1889. Le SFSS saranno anche il primo gestore della stazione, mantenendo tale ruolo sino al 1921, anno in cui impianto e ferrovia passeranno sotto l'amministrazione delle Ferrovie Complementari della Sardegna, a cui subentreranno le Strade Ferrate Sarde nel 1941.
Nel secondo dopoguerra le sorti della stazione (situata nell'area portuale algherese, all'epoca in fase di potenziamento) vennero a intrecciarsi con quelle legate allo sviluppo turistico e urbanistico della città: la conseguenza fu la richiesta di arretrare il capolinea ferroviario in una zona più periferica, nel quartiere della Pietraia, richiesta divenuta esecutiva con il decreto ministeriale numero 48 del 12 gennaio 1970.

Le fasi di demolizione del fabbricato viaggiatori della stazione nell'estate 1981

Dopo che a metà di quel decennio fu attivata la nuova stazione di Sant'Agostino, in cui furono realizzate anche le infrastrutture per il servizio merci e per il rimessaggio dei rotabili, lo scalo di Alghero fu ampiamente ridimensionato nell'estate del 1981, con lo smantellamento di tutti gli edifici dell'impianto e di gran parte dell'infrastruttura ferroviaria presente. Tuttavia tali lavori di demolizione non portarono alla chiusura immediata dell'impianto, che fu riconfigurato come fermata terminale dotata del solo binario di corsa e di un edificio mobile per i servizi di biglietteria.
In questa configurazione l'originaria stazione di Alghero continuò la sua attività sino al 5 aprile 1988, data in cui il servizio ferroviario tra l'impianto e la stazione di Sant'Agostino (ribattezzata nei decenni successivi in "Alghero") venne definitivamente soppresso e rimpiazzato da autolinee sostitutive. L'impianto venne poi completamente smantellato nell'ottica dei lavori di riqualificazione del lungomare di Alghero.

## Strutture e impianti
La stazione è stata completamente smantellata dopo la sua chiusura e non permangono tracce della sua presenza nell'area del lungomare Barcellona.
Per tutto il periodo in cui fu attivo l'impianto aveva configurazione di scalo terminale essendo il capolinea algherese della ferrovia per Sassari: sino al 1981 presentava caratteristiche di stazione, e dinanzi al fabbricato viaggiatori era dotato di tre binari tronchi, che come gli altri presenti nell'impianto avevano scartamento di 950 mm. Il binario uno era dotato di banchina, ed era quello normalmente in uso per il servizio viaggiatori; si trattava inoltre del binario di corretto tracciato, ed il suo fine corsa coincideva con l'asse estremo di stazione e ferrovia. Sempre da questo binario se ne diramava uno passante subito dopo il fabbricato viaggiatori in direzione Sassari, all'altezza dello scalo merci della stazione: quest'ultimo, situato sul lato mare, era servito dal secondo dei binari del fascio viaggiatori, il quale si affiancava ad un piano caricatore e al magazzino merci dell'impianto. Lo stesso binario proseguendo in direzione Sassari attraversava la piattaforma girevole della stazione terminando nel capannone delle rimesse rotabili, servite da un secondo tronchino che si distaccava sempre dal secondo binario. Nell'area depositi erano presenti altri locali di servizio, raggiunti da un ulteriore binario tronco.
Lo scalo era dotato di un fabbricato viaggiatori, il quale riprendeva in origine le linee degli edifici passeggeri di prima classe delle SFSS, e che fu poi modificato nel secondo dopoguerra. Si trattava di un edificio a pianta rettangolare con sviluppo su due piani più tetto a falde, avente sei luci di apertura sul piazzale binari. Oltre ad ospitare i vari servizi all'utenza, nell'edificio veniva gestito il traffico ferroviario della stazione ad opera del locale Dirigente Movimento. A fianco del fabbricato viaggiatori si trovava un ulteriore edificio ospitante i servizi igienici dell'impianto.
Dall'estate 1981 l'impianto fu trasformato in fermata terminale, dopo la demolizione avvenuta in quei mesi di tutti i binari ad eccezione di quello di corsa, del fabbricato viaggiatori, delle strutture dello scalo merci e dei depositi ferroviari. Il fine corsa fu leggermente arretrato, e la fermata fu approntata con la realizzazione di due nuove banchine ai lati del binario, leggermente rialzate rispetto al livello stradale. Alle spalle del nuovo asse estremo fu posizionato un edificio mobile, ospitante in particolare la nuova biglietteria dell'impianto.

## Movimento
La stazione nella sua quasi centenaria attività fu capolinea delle relazioni con Sassari svolte dalle SFSS e in seguito da FCS e SFS. Oltre al capoluogo turritano lo scalo era collegato con la stazione di Olmedo e con i vari scali intermedi posti lungo il tragitto.

## Servizi
Per la maggior parte della storia dell'impianto i servizi all'utenza furono ospitati nel fabbricato viaggiatori, il quale comprendeva una biglietteria a sportello ed una sala d'attesa; le ritirate erano invece ospitate in un edificio a parte. Negli ultimi sette anni di attività dello scalo, privato dei suoi fabbricati, rimase attiva la sola biglietteria a sportello, ospitata in un locale prefabbricato.
- Biglietteria a sportello
- Sala d'attesa
- Servizi igienici